# McDonnell Douglas F-4 Phantom II

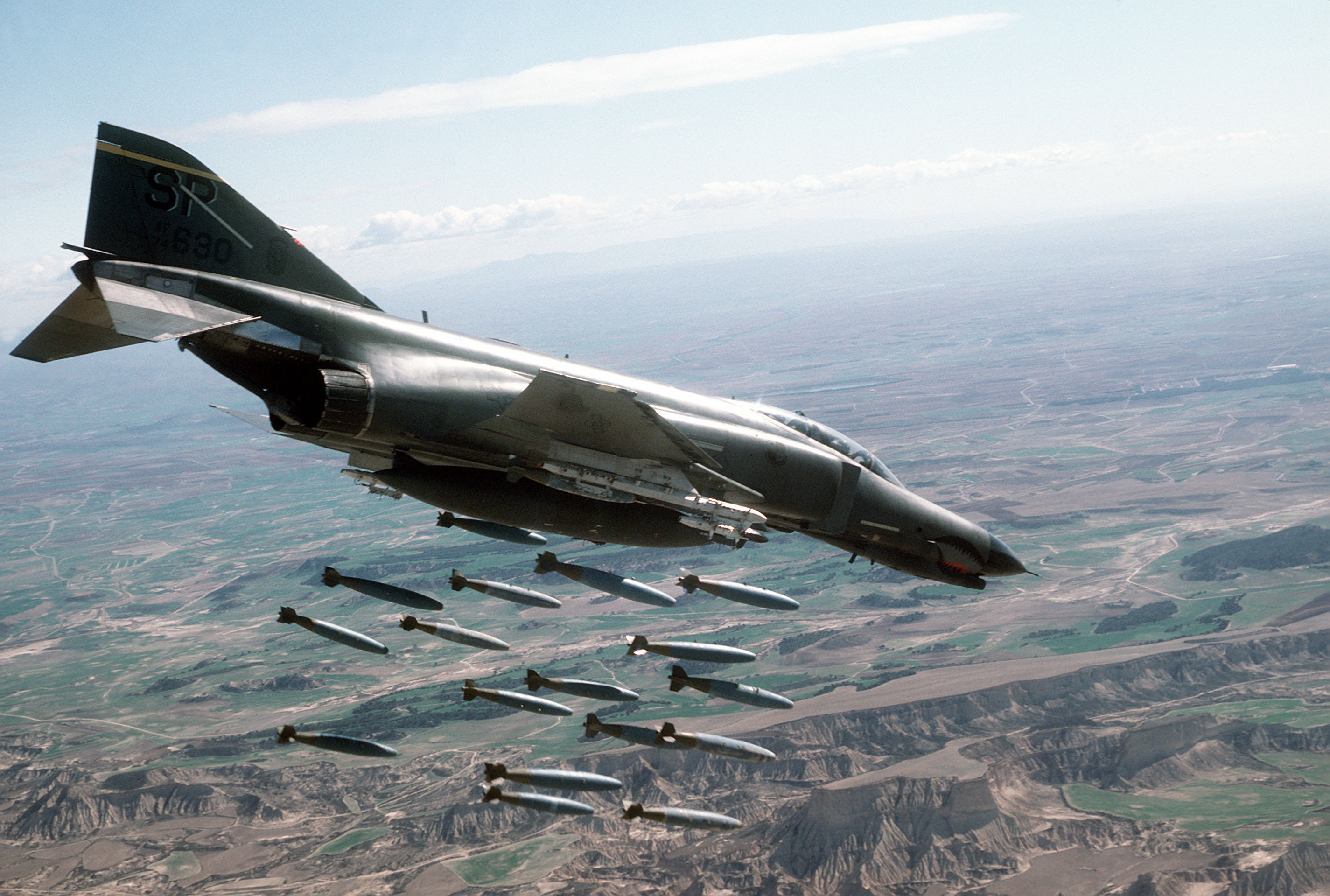
F-4I Phantom II de la 81ª Esquadró de caces tàctics de la USAF llançant 18 bombes Mk 82 en el Polígon de tir de les Bardenas.

El McDonnell Douglas F-4 Phantom II és un caça bombarder supersònic biplaça produït per a les forces armades dels Estats Units per McDonnell Douglas. Va entrar en servei en 1960 com el primer interceptor modern embarcat per l'armada dels Estats Units. En 1963 va ser adoptat per la USAF per a tasques de caça bombarder. Quan la seva producció va acabar en 1981, s'havien construït 5.195 Phantom II, sent l'avió de combat supersònic nord-americà més nombrós. Fins a l'arribada del F-15 Eagle, el F-4 també va mantenir el rècord a la producció de major durada de 24 anys. Les innovacions del F-4 incloïa un radar d'impulsos doppler i l'ús extens de titani en l'esquelet de l'aeronau.
Malgrat les seves grans dimensions i un pes màxim en enlairament superior a 27.000 kg. el F-4 era capaç d'aconseguir una velocitat màxima de Mach 2,23 i tenia una velocitat d'ascensió inicial de 210 m/s. Poc després de la seva introducció, el Phantom va aconseguir 16 marques mundials, incloent-hi la de velocitat màxima en 2.585,086 km/h i la d'altitud absoluta en 30.040 m. Encara que es van realitzar entre 1959-62, cinc de les marques de velocitat no van ser superades fins a 1975.
El F-4 podia carregar fins a 8.480 kg. en armes en nou ancoratges externs, incloent-hi míssils aire-aire i aire-terra, i bombes guiades, no guiades i nuclears. Només la variant F-4I portava un canó intern, perquè s'esperava que l'ús de míssils eliminés la necessitat de combat directe.
A causa del seu ampli servei en l'exèrcit nord-americà i els seus aliats i a la seva forma característica, el F-4 és una de les icones més conegudes de la Guerra Freda. Va servir en la Guerra de Vietnam i en el conflicte àrab-israelià. També ha servit com a plataforma de reconeixement tàctic i Wild Weasel (eliminació de defenses aèries enemigues), veient acció en la Guerra del Golf. El Phantom també ha estat l'únic avió utilitzat tant per equips de demostració de vol dels Thunderbirds de la USAF (F-4I) i dels Blue Angels de l'Armada estatunidenca (F-4J).
A més de servir en totes les branques de les forces armades nord-americanes (ja que es van desenvolupar versions pels Marines i va volar amb la Guàrdia Nacional), el Phantom ha servit a les forces armades d'altres onze nacions. Encara que va ser retirat del servei actiu de la USAF en 1996, uns 1000 F-4 seguien en servei en 2001.

## Desenvolupament
Els orígens del F-4 de McDonnell poden ser localitzats en una petició de 1953 per l'Armada per a una actualització del caça embarcat McDonnell F3H Demon. Encara que el Vough F-8 Crusader va guanyar el contracte, el Super Demon (nom que va rebre l'avió participant de McDonnell) va ser desenvolupat com caça bombarder sota la designació AH, que al 1955 va evolucionar a un caça polivalent tot temps designat F4H. El primer vol del F4H es va realitzar en 1958 i es va mantenir en producció des de 1959 fins a 1981. David Lewis va ser el cap del disseny preliminar, i finalment, el director del programa per al desenvolupament i vendes.

### Super Demon
En 1953, McDonnell Aircraft va començar el treball de modernitzar el seu caça naval F3H Demon. Buscant expandir les seves capacitats i millorar el seu rendiment, la companyia va desenvolupar diversos projectes incloent el F3H-I amb un motor Wright J67, el F3H-G amb dos motors Wright J65 i el F3H-H amb dos motors General Electric J79. L'última versió equipada amb el J79 podia proporcionar una velocitat de Mach 1,97.
El 19 de setembre de 1953, McDonnell es va dirigir a l'armada dels Estats Units amb una proposta pel "Super Demon". De manera única, l'avió seria modular: es podria col·locar un o dos seients per a diferents missions, el morro podria portar radar, càmeres, canons o coets a més dels nou punts de subjecció sota les ales i el fuselatge. L'Armada estava prou interessada per demanar una maqueta a grandària real del F3H-G/H però sentia que l'arribada imminent del Grumman XF9F-9 i el Vought XF8O-1 seria suficient per satisfer la necessitat d'una caça supersònic.
Per tant, el disseny de McDonnell va ser refet per crear un caça bombarder tot temps amb onze ancoratges externs i el 18 d'octubre de 1954 la companyia va rebre una carta d'intenció per a dos prototips YAH-1. El 26 de maig de 1955, quatre oficials de l'Armada van arribar a les oficines de McDonell i en una hora van presentar a la companyia una nova llista de requisits. Com l'Armada ja havia escollit al A-4 Skyhawk per a atacs terrestres i al F-8 Crusader com a caça, el projecte hauria d'omplir la necessitat d'un interceptador tot temps embarcat. L'addició de capacitats de radar necessitava un segon tripulant, i es va decidir que només estaria armat amb míssils.

### Orígens del Phantom
En 1952, el cap d'aerodinàmica de McDonnell, Dave Lewis, va ser nomenat pel CEO de la companyia James Smith McDonnell com a cap del disseny preliminar. El grup no tenia un objectiu específic més que aprendre i entendre tots els avanços tècnics en aeronàutica, estructures i motors.
Els estudis interns van concloure que l'Armada tenia la necessitat d'un nou i diferent tipus d'avió, un caça d'atac. En aquest moment, l'Armada tenia separada les branques de caça i atac, amb sistemes i requisits operacionals separats. El disseny tenia dos motors, i el seu armament principal eren els nous míssils aire-aire Sparrow sense oferir cap mena de canó.
Es va trigar dos anys de treball amb l'Oficina d'Aeronàutica i la Divisió Naval de Guerra Aèria de el Pentàgon, encara que el F-4 es va vendre amb una configuració molt semblada com la proposta originalment.

### El prototip XF4H-1
EL XF4H-1 va ser dissenyat per portar quatre míssils Sparrow sota el fuselatge i estava impulsat per dos motors J79-GE-8. Com en el F-101 Voodoo, els motors es van col·locar sota el fuselatge per maximitzar la capacitat interna de combustible i l'absorció d'aire a través d'entrades de geometria fixa. La part frontal de les ales tenien un angle de 45°. Les proves en el túnel de vent van mostrar que tenia certa inestabilitat lateral el que va requerir posar les ales en un angle de 5 graus en diedre respecte a l'horitzontal.
Les ales també tenien la característica dent de serra per millorar el control amb l'elevat angle d'atac. Els estabilitzadors de cua estaven col·locats en 23º en diedre invertit per millorar el control en angles d'atac elevats i deixar neteja la sortida dels motors.
Les capacitats com interceptor van ser aconseguides amb un radar AN/APQ-50. Per poder realitzar operacions en portaavions, es va dissenyar el tren d'aterratge per poder aterrar amb una capacitat de flotació de 7 m/s. La pota del tren d'aterratge del morro podia estendre's uns 50 cm per augmentar l'angle d'atac en l'enlairament.

### El nom de l'avió
El F4H anava a ser nomenat inicialment com Satán o Mitres. Sota pressió del govern, l'avió va rebre un nom menys controvertit: Phantom II. El primer Phantom era també un avió de McDonell, el FH-1. Com el FH-1 portava molt temps fora de servei, es solia anomenar al nou avió també com Phantom.

### Spook
L'emblema de l'avió, creat per l'artista de McDonnell, Anthony Wong. És un dibuix d'un fantasma anomenat The Spook (L'espectre). El nom va ser encunyat bé per la tripulació de la 12a Ala Tàctica de Caces o la 4453a Ala d'Entrenament de Combat de la Base de la Força Aèria de MacDill. La figura està present a tot arreu, apareixent en cada objecte relacionat amb el F-4, a més de ser adaptada a les modes locals, com el Spook britànic que porta de vegades un barret fort i fuma en pipa.

### Proves de vol
El 25 de juliol de 1955, l'Armada va sol·licitar dos avions de prova XF4H-1 i cinc avions de preproducció YF4H-1. El Phantom va realitzar el seu primer vol el 27 de maig de 1958 amb Robert C. Little com a pilot. Un problema hidràulic va impedir la recollida del tren d'aterratge però els següents vols van ser més tranquils. Els resultats de les primeres proves va conduir al redisseny de les entrades d'aire, incloent-hi els 12.500 petits forats en el plat intern.
L'Armada volia un avió biplaça i el 17 de desembre va triar al F4H enfront del Vought XF8O-3 Crusader III. A causa dels retards amb els motors J79-GE-8, els primers avions portaven motors J79-GE-2 i J79-GE-2A de 71.8 kN d'embranzida en postcombustió. En 1959, el Phantom va començar les seves proves en portaavions completant el seu primer cicle de llançament i recuperació el 15 de febrer de 1960 en el USS Independence (CV-62).

### En producció
En els començaments de la producció, el radar va ser actualitzat a un millor AN/APQ-72, la qual cosa necessitava un morro bulbos, i la carlinga va ser refeta perquè la cabina del darrere fos menys claustrofòbica. Durant la seva producció, el F-4 va rebre múltiples canvis, generant una quantitat important de variants.
La Força Aèria va rebre els F-4 com a resultat de la pressió de Robert McNamara per crear un avió de combat unificat per a totes les branques de l'exèrcit, i així poder equipar més unitats amb l'avió. Després que un F-4B guanyés l'Operació Highspeed contra el F-106 Delta Dart, la USAF va manllevar dues F-4B navals, temporalment designats com a F-110A Spectre, i va desenvolupar els requisits per a la seva pròpia versió. A diferència de l'enfocament de l'Armada en la superioritat aèria, la USAF va emfatitzar el caça bombarder. Amb la unió de les designacions en 1962, el Phantom es va convertir en el F-4 amb la versió naval designada F-4B i la d'USAF com a F-4C. El primer Phantom de la Força Aèria va volar el 27 de maig de 1963, superant Mach 2 en el seu vol d'inauguració.
La producció del Phantom II va acabar als Estats Units en 1979 després de fabricar 5.195 unitats (5.057 per McDonell Douglas i 138 per Mitsubishi al Japó), convertint-se en el segon avió de reacció nord-americana més nombrós després del F-86 Sabre. D'aquests, 2.874 unitats van ser a la USAF, 1.264 a l'Armada i el Cos de Marines, i la resta a clients estrangers. L'últim F-4 construït als Estats Units va ser per a Turquia, mentre que l'últim F-4 va ser completat al 1981 com un F-4Ej per Mitsubishi Heavy Industries al Japó. Al 2001, uns 1.100 Phantom romanien en servei al món, incloent-hi el no tripulat QF-4 de l'exèrcit nord-americà.

### Marques mundials
Per fer ressaltar la seva nou caça, l'Armada va dirigir una sèrie de vols per superar rècords al començament del desenvolupament del Phantom.
- Operació Top Flight. El 6 de desembre de 1959, el segon XF4H-1 va realitzar una pujada a tota velocitat fins als 30.040 m. L'anterior marca de 28.852 m va ser realitzada per un prototip soviètic del Sukhoi Su-9. El comandant Lawrence I. Flint Jr va accelerar l'avió a Mach 2,5 a 14.330 m d'altura i va escalar fins a 27.430 m en un angle de 45 graus. Després, va apagar els motors i va planejar fins al punt màxim. Quan l'aeronau va caure fins als 21.300 m, Flint va reiniciar els motors i va continuar el vol normal.
- El 5 de setembre de 1960, un F4H-1 va tenir una mitjana d'1.958,16 km/h en un circuit tancat de 500 km.
- El 25 de setembre de 1960, un F4H-1 va realitzar una mitjana de 2.237,26 km/h en un circuit tancat de 100 km.
- Operació LLANA (L és el nombre romà per 50 i ANA significa Anniversary of Naval Aviation, Aniversari de l'Aviació Naval). El 24 de maig de 1961, els Phantoms van volar a través dels Estats Units en menys de tres hores malgrat els repostajes en vol. L'avió més ràpid va tenir una mitjana d'1.400,28 km/h i va realitzar el vol en 2 hores i 47 minuts, pel pilot Richard Gordon i el navegador Bobbie Long que van guanyar el trofeu Bendix.
- Operació Sageburner. El 28 d'agost de 1961, un Phantom va tenir una mitjana d'1.452,83 km/h en un circuit de 4,8 km volant per sota de 40 m d'altitud tot el temps.
- Operació Skyburner. El 22 de desembre de 1961, un Phantom modificat amb un injector d'aigua-metanol va aconseguir la velocitat màxima de 2.585,08 km/h.
- El 5 de desembre de 1961, un altre Phantom va aconseguir la marca d'altitud sostinguda en 20.252,1 m.
- Operació High Jump. Una sèrie de marques de temps en pujades a principis de 1962. 34,523 s a 3.000 m; 48,787 s a 6.000 m; 61,629 s a 9.000 m; 77,156 s a 12.000 m; 114,548 s a 15.000 m; 178,5 s a 20.000 m; 230,44 s a 25.000 m; i 371,43 s a 30.000 m.

Al final, el Phantom va aconseguir 16 marques mundials que, amb excepció de Skyburner, es van realitzar amb avions de producció sense modificar. Cinc dels rècords de velocitat van romandre imbatibles fins a l'arribada del F-15 Eagle en 1975.

## Història operacional

### Armada dels Estats Units
El 30 de desembre de 1960, l'esquadró VF-121 Pacemakers es va convertir en el primer operador de Phantom amb els seus F4H-1F (F-4A). El VF-74 Be-Devilers de NAS Oceana va ser el primer esquadró desplegat amb Phantom quan va rebre els seus F4H-1 (F-4B) el 8 de juliol de 1961. L'esquadró va completar les qualificacions per a portaavions a l'octubre d i es van desplegar entre agost de 1962 i març de 1963 a bord del USS Forrestal. El segon esquadró desplegat en la Flota Atlàntica que va rebre F-4 va ser el VF-102 Diamond que van ser provats sense demora en el USS Enterprise. El primer esquadró de la Flota del Pacífic que va rebre F-4B va ser el VF-114 Aardvarks al setembre de 1962 que estava a bord del USS Kitty Hawk.

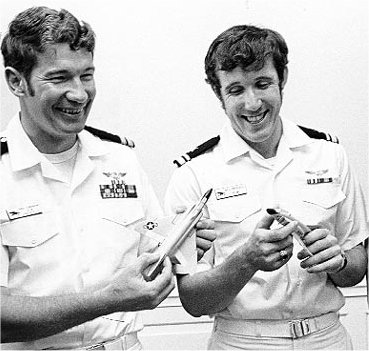
Cunningham i Driscoll amb maquetes del F-4

En l'època de l'incident del golf de Tonquín, 13 dels 31 esquadrons de caça desplegats en portaavions de l'Armada estaven equipats amb el Phantom. Els F-4B del USS Constellation van ser els primers Phantom a entrar en combat a la Guerra de Vietnam el 5 d'agost de 1964, fent d'escorta de bombarders en l'Operació Pierce Arrow. La primera victòria del Phantom en un combat aire-aire a la guerra va tenir lloc el 9 d'abril de 1965 quan un F-4B de l'esquadró VF-96 Fighting Falcons, USS Midway, pilotat per Terence M. Murphy va abatre un MiG-17 al sud de Hanoi. El Phantom va ser abatut després, aparentment per un AIM-7 Sparrow del seu company. El 17 de juny de 1965, un F-4B de l'esquadró VF-21 Freelancers, pilotat per Thomas C. Page i John C. Smith, va abatre el primer MiG norvietnamita de la guerra.
El 10 de maig de 1972, Randy Cunningham i William P. Driscoll volant en un F-4J anomenat Showtime 100, van abatre tres MiG convertint-se en els primers asos de la guerra. La seva cinquena victòria es creu que va ser contra el misteriós as nordvietnamita Coronel Toon. En el viatge de retorn, el Phantom va ser interceptat per un míssil terra-aire enemic. Per evitar ser capturats, Cunningham i Driscoll van volar a l'inrevés, ja que el dany feia a l'avió incontrolable en la postura convencional, fins a poder ejectar sobre l'aigua. Durant la guerra, els esquadrons de Phantom de l'Armada van participar en 84 missions de combat amb models F-4B, F-4G i F-4J. L'Armada va afirmar haver aconseguit 41 victòries aire-aire amb la pèrdua de 71 avions per foc enemic (5 per avions, 13 per míssils terra-aire i 53 per defenses antiaèries), a més de 54 aeronaus en accidents.
Cap a 1983, els F-4N havien estat completament reemplaçats pels F-14 Tomcat, i al 1986, els ultims F-4S van ser substituïts pels F/A-18 Hornet. El 25 de març de 1986, un F-4S de l'esquadró VF-161 Chargers es va convertir en l'últim Phantom de l'Armada a ser llançat des d'un portaavions, el USS Midway. El 18 d'octubre d'aquest mateix any, un F-4S del VF-202 Superheats va realitzar l'últim aterratge en el portaavions USS America. En 1987, els últims F-4S de la Reserva Naval van ser substituïts per F-14. Els únics F-4 que es mantenen en servei en l'Armada són els QF-4 no pilotats com a blancs.

### Cos de Marines dels Estats Units
Els Marines van rebre els primers F-4B al juny de 1962, amb el VMFA-314 Black Knights convertint-se en el primer esquadró operacional. A més de les variants de combat, els Marines van utilitzar també diversos RF-4B de reconeixement tàctic. Els Phantoms dels Marines de l'esquadró VMFA-531 Grey Ghosts van arribar a Vietnam el 10 d'abril de 1965, volant en missions de suport proper aeri des de bases terrestres i l'USS America. Els Marines van comptar amb l'abatiment de 3 MiG enemics amb el cost de 75 avions perduts, principalment per foc terrestre, i 4 en accidents.
El 18 de gener de 1992, l'últim Phantom dels Marines, un F-4S, va ser retirat de l'esquadró VMFA-112 Cowboys, i van ser reequipats amb F/A-18 Hornet.

### Força Aèria dels Estats Units
Al principi poc inclinat per adoptar un avió de l'Armada, la USAF ràpidament va rebre l'avió adaptat als seus requisits i es va convertir en l'usuari major de Phantom. Els primers Phantoms de la Força Aèria a Vietnam van ser uns F-4C del 555º Esquadró Tàctic de Caces Triple Nickel, que van arribar al desembre de 1964. A diferència de l'Armada, la Força Aèria inicialment volava els seus Phantom amb un pilot en lloc d'un oficial de radar (RIO), denominat posteriorment oficial de sistemes d'armes (WSO), en el seient del darrere i tots els avions mantenien els controls de vol duals.
Els F-4C de la USAF van aconseguir la seva primera victòria contra un MiG-17 vietnamita el 10 de juliol de 1965 utilitzant míssils Sidewinder. El 24 de juliol d'aquest mateix any, un F-4C del 47º Esquadró Tàctic de Caces va ser el primer avió nord-americà abatut per un míssil terra-aire enemic, i 54 F-4C es van perdre en combat en 1966. Els primers avions sofrien fuites dels tancs de combustible de les ales que necessitaven tornar a tancar després de cada vol i 85 avions tenien esquerdes en les costelles i travessers de les ales. Hi havia també problemes amb els cilindres de control dels alerons, els connectors elèctrics i els compartiments de combustió dels motors.
El RF-4C de reconeixement va fer el seu debut a Vietnam el 30 d'octubre de 1965, volant en missions de reconeixement després d'atacs. Encara que el F-4C, que era essencialment idèntic al F-4B naval, portava els míssils Sidewinder, el F-4D va arribar inicialment amb míssils Falcon. No obstant això, el Falcon estava dissenyat per abatre bombarders lents i eren ineficaços contra els caces més àgils, així que els F-4D van tornar a utilitzar Sidewinder sota el programa Rivet Haste. Com els altres Phantom, els F-4D van ser equipats amb urgència amb una antena de radar d'alerta i direccional (RHAW) per detectar els míssils SA-2 Guideline.
Des del desplegament inicial dels F-4C en el Sud-est Asiàtic, els Phantom van fer tasques de superioritat aèria i atac a terra, no solament recolzant a les tropes a Vietnam del Sud, sinó que també realitzant bombardejos a Laos i Vietnam del Nord. El desgast de la flota de F-105 entre 1965 i 1968 va fer que el F-4 augmentés la seva participació com a bombarder fins que al novembre de 1970, amb la retirada dels últims F-105D, el Phantom es va convertir en bombarder principal per la USAF. A l'octubre de 1972 es va desplegar el primer esquadró d'EF-4C Wild Weasel a Tailàndia en assignació temporal.
Entre 1965 i 1973, va haver-hi un total de 16 esquadrons de Phantom desplegats permanentment a la zona de Vietnam i altres 17 esquadrons de forma temporal. Es va aconseguir la xifra màxima de 353 avions amb base en Thailandia en 1972. Un total de 445 caces bombarders Phantom es van perdre, 370 d'ells en combat dels quals 193 van ser sobre Vietnam del Nord (33 per avions MiG, 20 per míssils superfice-aire i 307 per artilleria antiaèria). El Phantom tenia el seu taló d'aquiles en què no encaixava bé danys, sobretot impactes en la cua, on s'ajuntaven diversos components vitals.
El RF-4C operava en quatre esquadrons i es van perdre un total de 83 avions: 72 en combat dels quals 38 ho van fer sobre Vietnam del Nord (7 per míssils superfície-aire i 65 per artilleria antiaèria) En finalitzar la guerra, la Força Aèria havia perdut un total de 528 F-4 i RF-4C Phantom.
El 28 d'agost de 1972, Steve Ritchie es va convertir en el primer as de la USAF en la guerra. El 9 de setembre d'aquest any, Charles B. DeBellevue va aconseguir la major puntuació amb sis victòries. Jeffrey Feinstein va ser l'últim as de la guerra el 13 d'octubre de 1972. Els F-4 de la USAF van aconseguir un total de 107½ victòries sobre els MiG en el Sud-est Asiàtic (50 per míssils Sparrow, 32 per míssils Sidewinder, 5 per míssils Falcon, 15½ per canó automàtic i sis per altres mitjans):
| Avió  | Armes/Tàctiques       | MiG-17 | MiG-19 | MiG-21 | Total |
| ----- | --------------------- | ------ | ------ | ------ | ----- |
| F-4C  | AIM-7 Sparrow         | 4      | 0      | 10     | 14    |
|       | AIM-9 Sidewinder      | 12     | 0      | 10     | 22    |
|       | Canó de 20 mm         | 3      | 0      | 1      | 4     |
|       | Maniobres             | 2      | 0      | 0      | 2     |
| F-4D  | AIM-4 Falcon          | 4      | 0      | 1      | 5     |
|       | AIM-7 Sparrow         | 4      | 2      | 20     | 26    |
|       | AIM-9 Sidewinder      | 0      | 2      | 3      | 5     |
|       | Canó de 20 mm         | 4½     | 0      | 2      | 6     |
|       | Maniobres             | 0      | 0      | 2      | 2     |
| F-4I  | AIM-7 Sparrow         | 0      | 2      | 8      | 10    |
|       | AIM-9 Sidewinder      | 0      | 0      | 4      | 4     |
|       | AIM-9 i canó de 20 mm | 0      | 0      | 1      | 1     |
|       | Canó de 20 mm         | 0      | 1      | 4      | 5     |
|       | Maniobres             | 0      | 1      | 0      | 1     |
| Total |                       | 33½    | 8      | 66     | 107½  |

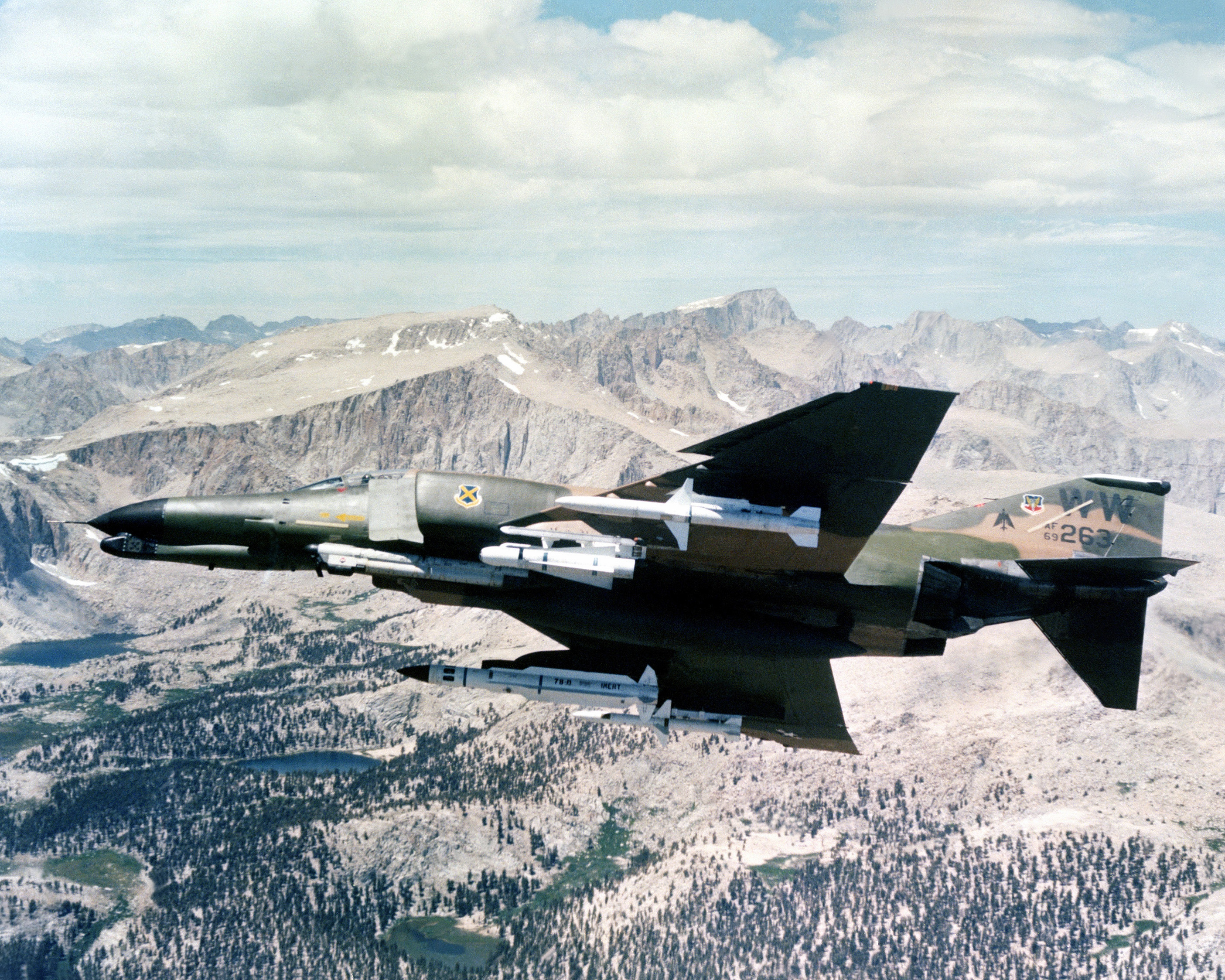
F-4G Wild Weasel de la USAF

El 31 de gener de 1972, el 170º Esquadró Tàctic de Caces/183º Grup Tàctic de Caces de la Guàrdia Nacional Aèria d'Illinois va ser la primera unitat de la Guàrdia Nacional Aèria (ANG) a rebre Phantom. Van servir en l'ANG fins al 31 de març de 1990, quan van ser reemplaçats per F-16 Fighting Falcon. El 15 d'agost de 1990, 24 F-4G Wild Weasel V Mostela Salvatge) i 6 RF-4C van ser mobilitzats cap a Orient Pròxim en l'Operació Tempesta del Desert. La raó va ser que el F-4G era l'únic avió de la USAF equipat per a la tasca de supressió de defenses aèries enemigues (SEAD), ja que l'EF-111 Raven no disposava de la capacitat ofensiva dels míssils AGM-88 HARM. El RF-4C era l'únic avió equipat amb la càmera de molt llarg abast KS-127 LOROP. Tot hi que les missions de vol eren diürnes, només un RF-4C va tenir un accident fatal abans del començament de les hostilitats. Un F-4G es va perdre quan el foc enemic va danyar els tancs de combustible i l'avió es va quedar sense combustible prop d'un aeròdrom amic.
Els últims Phantom de la USAF, F-4G Wild Weasel V del 561º Esquadró de Caces, van ser retirats el 26 de març de 1996. L'últim vol operacional del F-4G va ser abril de 1996 per part del 190º Esquadró de Caces de la Guàrdia Nacional Aèria d'Idaho. Com en l'Armada, la Força Aèria continua usant QF-4 per a blancs, a més d'un F-4D restaurat per realitzar acrobàcies aèries.

### Qualitats del Phantom II
En el combat aeri, el major avantatge del F-4 era la seva potència que permetia a un pilot experimentat entaular i retirar-se d'un combat a voluntat. No és sorprenent doncs, que l'avió que estava dissenyat per disparar míssils guiats per radar més enllà del límit visual (unes 20 milles nàutiques o 37 km) manqués de l'agilitat i maniobrabilitat dels seus oponents. Encara que el F-4 va mostrar ser alguna cosa propens a entrar en barrina en maniobres d'atac d'angles grans i alta acceleració, els pilots van informar que l'avió tenia bona resposta i era fàcil de pilotar en el tall de la capacitat de les seves prestacions.
En 1972, el model F-4I va ser millorat amb aletes en la vora d'atac de les ales, millorant l'angle d'atac i maniobrabilitat a costa de la velocitat màxima. Els motors J79 generaven una quantitat important de fum negre el que feia al Phantom fàcil de detectar i de seguir visualment a certa distància. Els pilots solien posar en funcionament els posquemadores per eliminar les deixants de condensació a costa del consum del combustible.
No obstant això, la major debilitat en combat del F-4 era la falta d'un canó. La doctrina militar d'aquell moment dictava que el combat envolupant seria impossible a velocitats supersòniques pel que no s'esforçava a ensenyar als pilots maniobres de combat aeri. En realitat, els enfrontaments ràpidament baixaven a velocitat subsónica i aquells primers míssils eren ineficaços i imprecisos. Per agreujar el problema, les regles d'enfrontament a Vietnam descartava l'atac de míssils a llargues distàncies i molts pilots es van trobar en la cua d'un avió enemic però massa a prop per disparar els seus míssils Falcon o Sidewinder.
No va passar molt temps perquè els F-4C de la USAF comencessin a portar contenidors d'armes externs SUU-16 o SUU-23 que portaven un canó tipus gatling M61 Vulcan de 20 mm. Les proves de combat van demostrar que mentre que el canó muntat externament era imprecís, el cost de la munició per cada avió enemic destruït era una petita fracció del cost dels míssils. La falta del canó va ser tractada definitivament amb el F-4I.
Així mateix la comparativa amb els Mig que arribaven als EUA per ser estudiats van portar a reprendre el canó, incorporant-ho en el F-4I. No obstant això el Phantom no suportava molt de mal en combat, estimant-se que les perdudes en combat haguessin estat menors si el disseny hagués tingut en compte aquest punt,

### Costos
Els costos en dòlars nord-americans de 1965 sense ajust d'inflació.
|                                      | F-4C            | RF-4C          | F-4D            | F-4I           |
| ------------------------------------ | --------------- | -------------- | --------------- | -------------- |
| Cost en R+D                          |                 | 61.200 en 1973 |                 | 22.700 en 1973 |
| Estructura                           | 1.388.725       | 1.679.000      | 1.018.682       | 1.662.000      |
| Motors                               | 317.647         | 276.000        | 260.563         | 393.000        |
| Electrònica                          | 52.287          | 293.000        | 262.101         | 299.000        |
| Armament                             | 139.706         | 73.000         | 133.430         | 111.000        |
| Munició                              |                 |                | 6.817           | 8.000          |
| Cost                                 | 1,9 milions     | 2,3 milions    | 1,7 milions     | 2,4 milions    |
| Cost de les modificacions            | 116.289 en 1973 | 55.217 en 1973 | 233.458 en 1973 | 7.995 en 1973  |
| Cost per hora de vol                 | 924             | 867            | 896             | 896            |
| Cost del manteniment per hora de vol | 545             | 545            | 545             | 545            |

## Servei del F-4 en altres països
| Phantom en servei estranger. |                           |                                                       |
|                              | Rebuts                    | En servei en 2001                                     |
| Alemanya                     | 88 RF-4E 175 F-4F         | 145 F-4F (110 actualitzats a KWS)                     |
| Austràlia                    | 24 F-4E                   | Cap                                                   |
| Corea del Sud                | 27 RF-4C 92 F-4D 103 F-4E | 60 F-4D 70 F-4E 18 RF-4E                              |
| Egipte                       | 46 F-4E                   | 30 F-4E                                               |
| Espanya                      | 40 F-4C 18 RF-4C          | 14 RF-4C                                              |
| Grècia                       | 121 F-4E i RF-4E          | 62 F-4E i RF-4E (39 actualitzats a Peace Icarus 2000) |
| Iran                         | 32 F-4D 177 F-4E 16 RF-4E | Sobre 40 F-4D i F-4E                                  |
| Israel                       | 274 F-4E 12 RF-4E         | 40 F-4E 53 Kurnass 2000                               |
| Japó                         | 140 F-4EJ 14 RF-4EJ       | 109 F-4EJ                                             |
| Turquia                      | 233 F-4E i RF-4E          | 163 F-4E (54 actualitzats a Terminator 2020) 44 RF-4E |
| Regne Unit                   | 15 F-4J 50 F-4K 116 F-4M  | Cap                                                   |

El F-4 ha servit en les forces aèries d'onze països: Alemanya, Austràlia, Corea del Sud, Egipte, Espanya, Grècia, Iran, Israel, Japó, Regne Unit i Turquia.

### Alemanya
La Luftwaffe va realitzar una comanda de RF-4E de reconeixement en 1969. Un d'aquests avions estava equipat amb ELINT i va volar sota el programa Peace Trout. En 1982, els RF-4I, que estaven originalment desarmats, van rebre modificacions per realitzar atacs terrestres per Messerschmitt-Bölkow-Blohm. Els RF-4E van ser retirats en 1994.
Per omplir el buit entre el F-104 Starfighter i el Panavia Tornado, en 1973 la Luftwaffe va comprar F-4F, més lleugers i simplificats amb un radar APG-120 menys capacitat i sense possibilitat de re-proveïment en vol o Sparrow sota el programa Peace Rhine. La capacitat de re-proveïment, llançar míssils AGM-65 Maverick i el model L dels AIM-9 Sidewinder, a més de motors sense fum van ser afegits posteriorment, a mitjans dels anys 80.
En 1983, Alemanya va iniciar el programa KWS - Kampfwertsteigerung (Eficàcia Millorada de Combat) en el qual equipava als F-4F amb el mateix radar AN/APG-65 que el F/A-18 Hornet, i li afegia la capacitat de disparar míssils AIM-120 AMRAAM i aviònica digital. Els F-4F millorats pel programa KWS van entrar en servei en 1992, i s'espera que segueixin en servei fins al desplegament complet de l'Eurofighter Typhoon en 2012.

### Austràlia
En 1963, McDonnell va oferir a la Royal Australian Air Force (RAAF) un F-4C amb turborreactores SNECMA Lligar 9 que utilitzava els Mirage III de la RAAF. Encara que la RAAF es va decantar pels General Dynamics F-111C en el seu lloc, els retards de la producció van forçar el lloguer de 24 F-4I de la USAF des de 1970 a 1973 i així contra amb una força d'atac creïble enfront de les tensions amb Indonèsia.
Els Phantom van tenir un bon acolliment i la RAAF va arribar a considerar l'adopció del F-4I. No obstant això, l'adquisició dels Phantom exigiria la dissolució d'almenys un esquadró de Mirage III per proporcionar la tripulació necessària. Es va perdre un F-4I en un accident en Evans Head (Nova Gal·les del Sud).

### Corea del Sud
La Força Aèria de la República de Corea va comprar el seu primer lot d'antics F-4D de la USAF en 1968 sota el programa Peace Spectator. Els lliuraments d'aquests F-4D van continuar fins a 1988. El programa Peace Pheasant II també va proporcionar F-4I nous i usats per la USAF. En 1993, la Força Aèria va avaluar un programa d'actualització per 38 F-4I però es va decidir per millorar la vida de servei a un cost més barat i l'addició de càpsules de blancs Pave Tack i míssils AGM-142 Have Nap.

### Egipte
Encara que la Força Aèria Egípcia estava interessada en el F-5 Tiger, en 1979 van comprar 35 F-4I antics de la USAF juntament amb una quantitat de míssils Sparrow, Sidewinder i Maverick per un preu de 594 milions USD com a part del programa Peace Pharaoh.
Els egipcis també utilitzaven caces MiG i van trobar als Phantom molt complicats de mantenir, amb només nou avions en condicions de vol durant els començaments dels anys 1980. Un programa d'entrenament rigorós va solucionar la major part dels problemes en 1985. Es va comprar un excendente addicional de vuit avions de la USAF en 1988 juntament amb tres com a reemplaçament per a avions accidentats.

### Espanya
L'Exèrcit de l'Aire Espanyol va adquirir el seu primer lot de F-4C de la USAF en 1971 sota el programa Peace Alfa. Designats com a C.12, els avions van ser retirats en 1989. Alhora, l'Exèrcit de l'Aire va rebre una quantitat de RF-4C, designats CR.12 que s'utilitzen en missions de reconeixement. Entre 1995 i 1996, aquests avions van rebre millores d'aviónica, incloent-hi el radar APQ-172 i un sistema de navegació inercial. Els últims CR.12 van ser retirats el 4 de febrer de 2002.

### Grècia
El 1971, la Força Aèria Grega va comprar F-4I i RF-4I, que van ser complementats per Phantom excedents de la Luftwaffe i la Guàrdia Nacional Aèria dels Estats Units al començament dels anys 1990. Diversos avions van ser modificats per a l'estàndard de F-4G Wild Weasel V i armats amb míssils AGM-88 HARM.
Després de l'èxit del programa KWS alemany, l'11 d'agost de 1997, DASA d'Alemanya va rebre el contracte d'actualitzar 39 avions de manera similar al programa Peace Icarus 2000. L'actualització incloïa un radar AN/APG-65GY, sistema de navegació Honeywell H-764G en combinació amb un sistema de guia inercial làser (LINS), sistema de posicionament global (GPS) i computadora modular multitarea de Elbit Systems (MMRC), càpsula de blancs LITENING i la capacitat de llançar míssils AIM-120 AMRAAM i AGM-130.

### Iran
En els anys 1960 i 1970, Iran va comprar 225 F-4D, F-4I i RF-4I. Com els F-14 Tomcat, molts F-4 iranianes s'havien tornat inservibles pel desgast i la falta de recanvis. Es creu que els avions supervivents es van beneficiar d'enviaments clandestins des d'Israel i Estats Units durant l'Iran-Contra, com també de l'ús d'enginyeria inversa i local dels components i armes, i la incorporació de tecnologies ex-soviètiques i xineses. Els avions es van emprar contra l'Iraq, amb bastant èxit al principi de la guerra.

### Israel

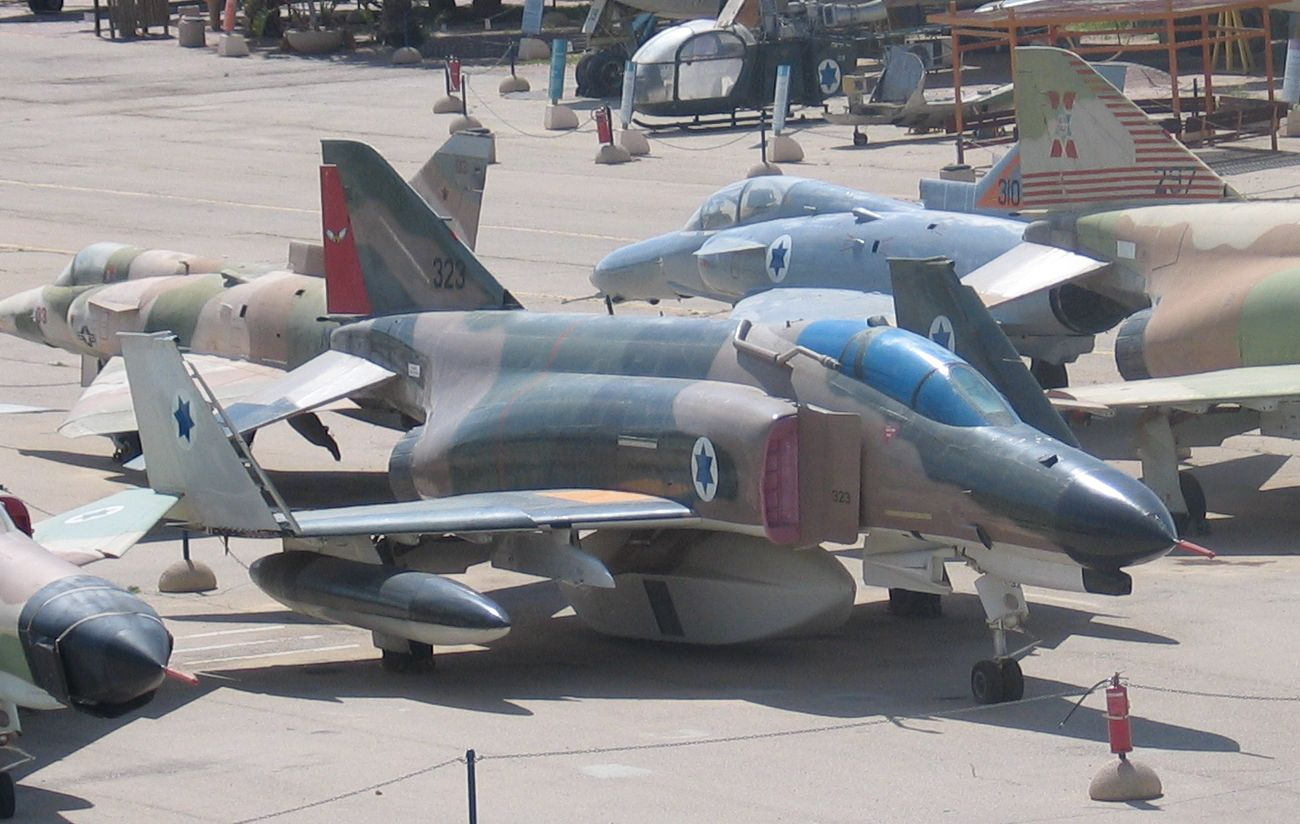
Un F-4I Kurnass 2000 de la Força Aèria Israeliana.

La Força Aèria Israeliana ha estat el major usuari estranger del Phantom, utilitzant tant avions nous com usats per la USAF, com també variants especials de reconeixement. Els primers F-4I, denominats Kurnass (ariet), i RF-4I, amb l'àlies Oref (corb), van ser lliurats en 1969 sota el programa Peace Tiro I. La resta dels Phantom van arribar en els anys 1970 sota els programes Peace Tiro II a Peace Tiro V i Nickel Grass.
Els Phantom israelians han entrat en combat durant el conflicte àrab-israelià. La primera victòria aèria d'un F-4I va anar l'11 de novembre de 1969 contra un MiG-21 egipci. La seva primera derrota, també contra un MiG-21, va ocórrer el 2 d'abril de 1970. Durant la guerra del 73 els F-4 van sofrir dures perdudes sobre Síria i el Sinai, atacant objectius en aquests països. També els F-4 es van emprar sobre el Libano, incloent-hi la invasió de 1982. L'Exèrcit de Defensa d'Israel va afirmar que durant l'ocupació dels F-4 va tenir 116 victòries front 56 pèrdues, la majoria per foc terrestre.
Els F-4 van estar sota un extens programa de modificacions per adaptar-los a les armes i aviònica local. En els anys 1980, Israel va començar el programa de modernització Kurnass 2000, incloent-hi el radar APG-76, cabines amb pantalles multifunció i joystick HOTAS, i la possibilitat de llançar míssils AGM-142 Have Nap. El Kurnass 2000 va realitzar el seu primer vol l'11 d'agost de 1987 i van entrar en servei el 5 de febrer de 1991. Israel també va crear una versió amb motor Pratt & Whitney PW1120, però danyava massa l'estructura de l'avió. Els últims F-4 israelianes van ser retirats el 12 de maig de 2004.

### Japó

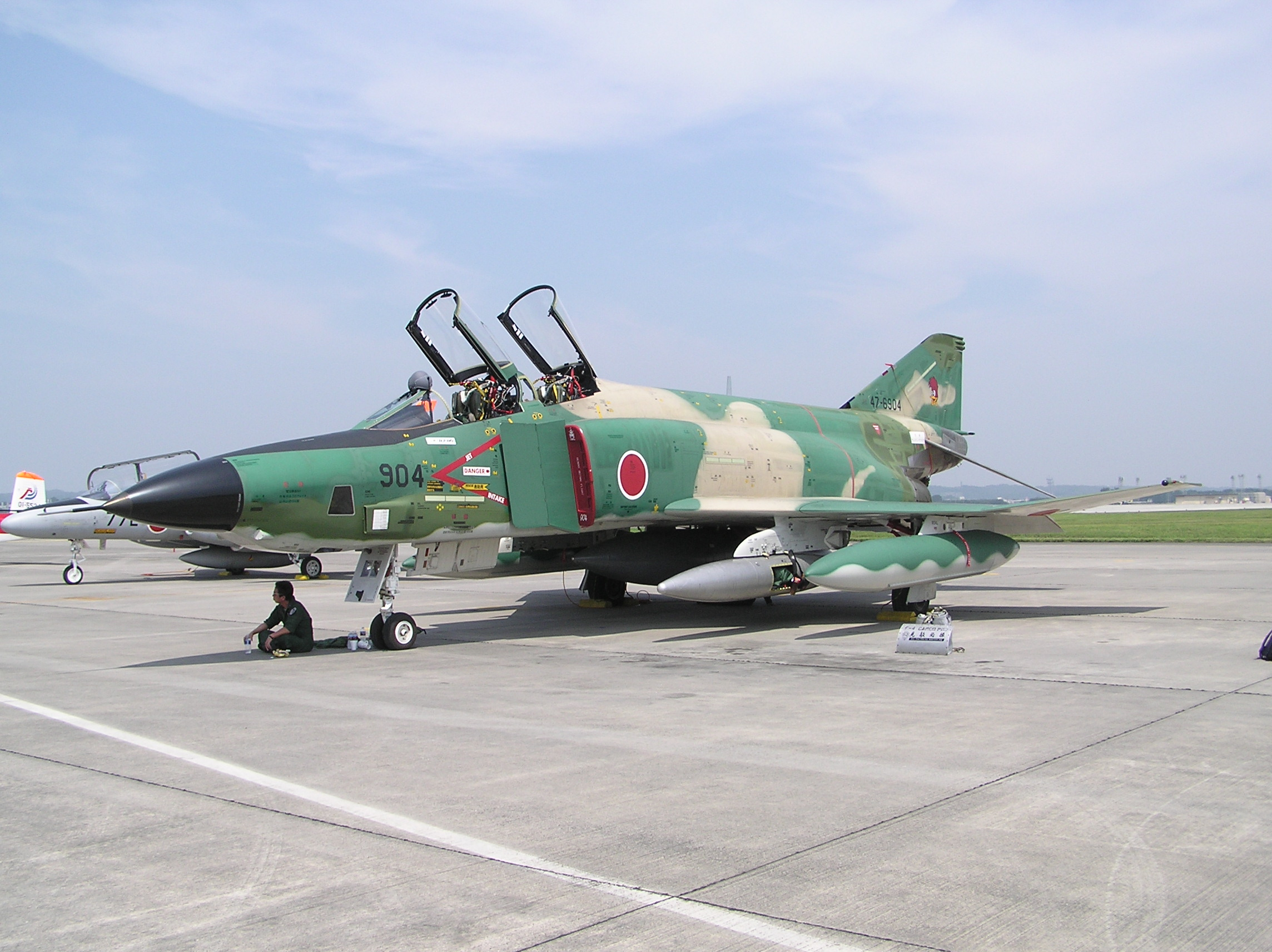
Un RF-4EJ de la Força Aèria d'Autodefensa del Japó (JASDF).

La Força Aèria d'Autodefensa del Japó va comprar 140 F-4EJ sense capacitat d'atac terrestre en 1968, dels quals 138 van ser construïts sota llicència al Japó per Mitsubishi, juntament amb 11 RF-4EJ de reconeixement sense armes. D'aquests, 96 F-4EJ han estat modificats al F-4EJ Kai amb un sistema de navegació inercial làser, radar APG-66J i altres millores. Onze avions de reconeixement també han estat actualitzats amb el nom de RF-4EJ Kai. A 2007, Japó compta amb una flota de 90 avions en servei. A causa de la impossibilitat d'exportar el F-22 Raptor, hi ha hagut negociacions perquè siguin reemplaçats per l'Eurofighter Typhoon sense que les mateixes hagin arribat a alguna conclusió fins al moment.

### Turquia
La Força Aèria Turca va rebre els seus primers Phantom en 1974 sota el programa Peace Diamond III, seguit per antics avions de la USAF al programa Peace Diamond IV. En 1995, IAI va crear una actualització similar al Kurnass 2000 per 54 F-4I turcs. Sota el nom de Terminator 2020, els avions van ser optimitzats per a atac terrestre i llançar míssils AIM-120 AMRAAM, a més d'un radar/sistema de tret avançat ELTA SPS-100 adoptat del IAI Lavi de principis dels anys 1990. Els F-4 modernitzats s'empren com a avió d'atac al sòl, havent-se usat en combat contra els kurds, a l'Iraq.

### Regne Unit
El Regne Unit va comprar F-4 per al seu ús amb la Royal Air Force i l'Arma Aèria de la Flota a conseqüència de la cancel·lació de programes nacionals com el BAC TSR-2 i el Hawker Siddeley P.1154. Les versions britàniques estaven basades en el F-4J de l'Armada dels Estats Units i van portar la designació de F-4K i F-4M respectivament. Van entrar en servei com FG.1 i FGR.2, reemplaçant al Hawker Hunter i al de Havilland Sea Vixen.
Els Phantom britànics van ser equipats amb turborreactors més potents Rolls-Royce Spey amb una embranzida amb postcombustió de 91,25 kN cadascun, que millorava les capacitats d'enlairament, i molts subsistemes van ser reemplaçats per equivalents britànics. Com els motors també necessitaven més aire es van augmentar les entrades dels turborreactors en un 20%, encara que això va reduir la velocitat i altitud màxima. No obstant això, els turborreactors eren més eficients i van augmentar l'autonomia dels avions.
El primer YF-4K va volar el 27 de juny de 1966, amb el YF-4M unint-se el 17 de febrer de 1967. Després de la Guerra de les Malvines, els Phantom britànics es van unir als 15 antics F-4J comprats a EUA i millorats a F-4K/M per compensar la perduda a Europa d'un esquadró interceptor traslladat a les illes.
La capacitat de l'Arma Aèria de la Flota va ser reduït amb la disminució de portaavions de la Royal Navy. Com a resultat, la majoria dels 160 Phantom britànics van volar amb la RAF en tasques de caça bombarder i interceptor a llarga distància. A la fi dels anys 1970, els Phantom de la RAF van ser substituïts pel SEPECAT Jaguar per a atacs a terra i pel Panavia Tornado F3 com interceptor. Els últims F-4 britànics van ser retirats en 1993 com a resultat de les retallades de pressupost.

## Curiositats del Phantom
El Phantom ha acumulat una sèrie de sobrenoms durant la seva carrera. Se l'ha anomenat Rhino (Rinoceront) pel seu morro llarg i la seva estructura de titani, Double Ugly (Lleig Doble) i DUFF com a referència a la posició de les seves ales i ser biplaça. La tripulació de la Luftwaffe va anomenar els seus F-4 Eisensau (porc de ferro), Fliegender Ziegelstein (maó volant) i Luftverteidigungsdiesel (Defensa Aèria Diésel).

## Variants
El F-4 ha estat construït en desenes de variants, entre les més importants estan:

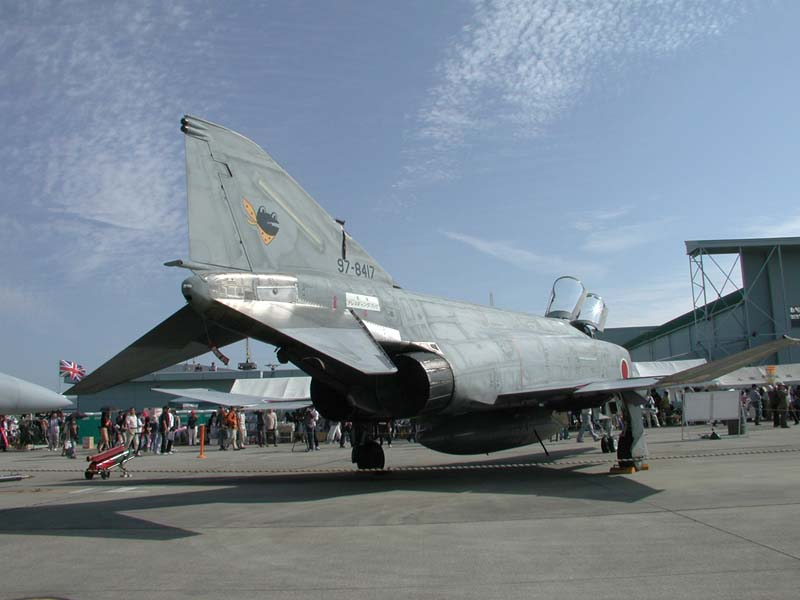
F-4EJ de la Força Aèria d'Autodefensa del Japó (JASDF).

- F-4A, B, J, N, i S: variants per a l'Armada i Marines dels Estats Units. El F-4B va ser actualitzat a F-4N i el F-4J va ser actualitzat a F-4S.
- F-110 Spectre, F-4C, D, and I: variants per la USAF. El F-4I portava un canó intern M61 Vulcan. Les versions F-4D i I van ser exportades extensament.
- F-4G Wild Weasel V: una variant per a la supressió de defenses aèries enemigues (SEAD), convertit a partir del F-4I. La designació F-4G s'usava anteriorment a una variant diferent del Phantom naval.
- F-4K i M: variants pel Regne Unit amb turborreactores Rolls-Royce Spey.
- F-4EJ: versió simplificada del F-4I per a exportació i construït sota llicència al Japó.
- F-4EF: versió simplificada del F-43 per a exportació a Alemanya.
- QF-4B, I, G, i N: avions retirats convertits en blancs controlats a distància per a investigació d'armes i sistemes de defensa.
- RF-4B, C, i I: versions de reconeixement tàctic.

## Especificacions (F-4E)

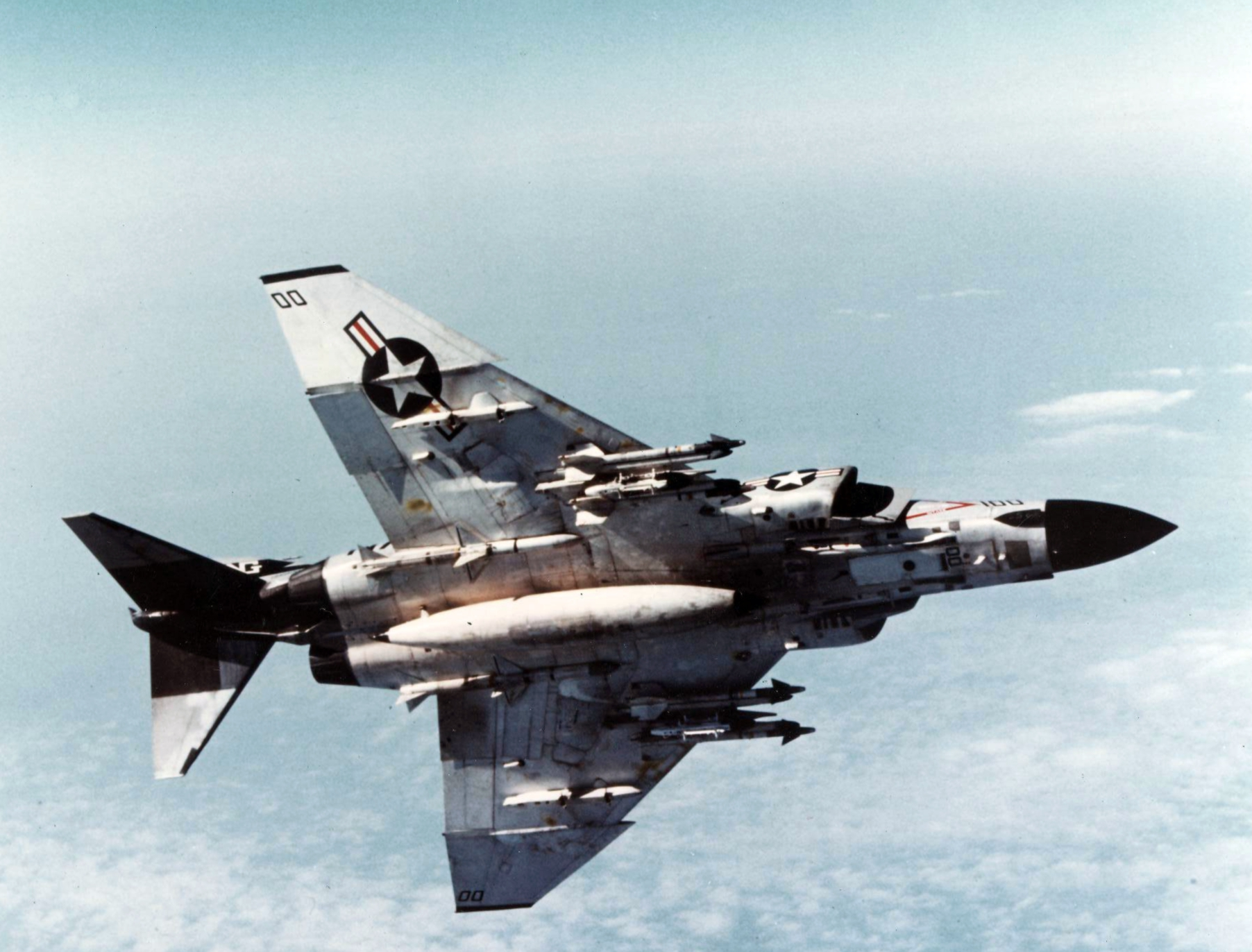
VF-96 F-4J "Showtime 100" armats amb míssils Sidewinder i Sparrow, 9 de febrer de 1972

Dades de The Great Book of Fighters Quest for Performance, Encyclopedia of USAF Aircraft, and McDonnell F-4 Phantom: Spirit in the Skies
Característiques generals
- Tripulació: 2
- Longitud: 19,2 m
- Envergadura: 11,7 m
- Alçada: 5 m
- Perfil: NACA 0006.4–64 a l'arrel alar, NACA 0003-64 a la punta
- Relació d'aspecte: 2.77

 Rendiment 
- Velocitat màxima: 2.370 km/h
- Velocitat de creuer: 940 km/h
- Abast de combat: 680 km
- Abast en trasllat: 2.699 km
- Sostre de servei: 60.000 peus (18.288 m)
- Ràtio d'ascens: 210 m/s
- Distància l'enlairament: 4,490 ft (1,370 m) amb un pes de 53,814 lb (24,410 kg)
- Distància d'aterratge: 3,680 ft (1,120 m) amb un pes de 36,831 lb (16,706 kg)

Armament

- Canó automàtic de calibre 20 mm M61 Vulcan amb 640 cartutxos.
- Fins a 18.650 lliures (8.480 kg) d'armes en 9 suports exteriors. Incloent bombes de caiguda lliure, bobmes guiades per làser o TV, llançacoets, míssils aire-aire, etc. També podia equipar contenidors de reconeixement, portaequipatge o dipòsits de combustible externs.